# جورج هنتر (لاعب كرة قدم)
جورج هنتر (بالإنجليزية: George Hunter)‏ (29 أغسطس 1930 في المملكة المتحدة - 5 أكتوبر 1990) هو لاعب كرة قدم بريطاني في مركز حراسة المرمى. لعب مع ديربي كاونتي ونادي إكزتر سيتي ونادي بيرتن ألبيون ونادي سلتيك وماتلوك تاون ‏ ولينكولن سيتي أف سي ونادي هيلينغدون بورو ونادي ويموث ودارلينجتون إف سى.